# Drakegården
Drakegården är ett hus på Stora gatan i Sigtuna i Uppland. Huset uppfördes på 1700-talet och har fungerat som värdshus och privatbostad. På husets baksida finns en stor trädgård som omfattar hela kvarteret. Idag återfinns turistinformation i byggnaden samt ett mindre museum med utställning om stadens historia. Husets namn kommer från familjen Drake af Hagelsrum som bodde här 1875–1922. Draken ovanför porten är en kvarleva från Värdshuset Draken i mitten av 1900-talet.

## Bildgalleri

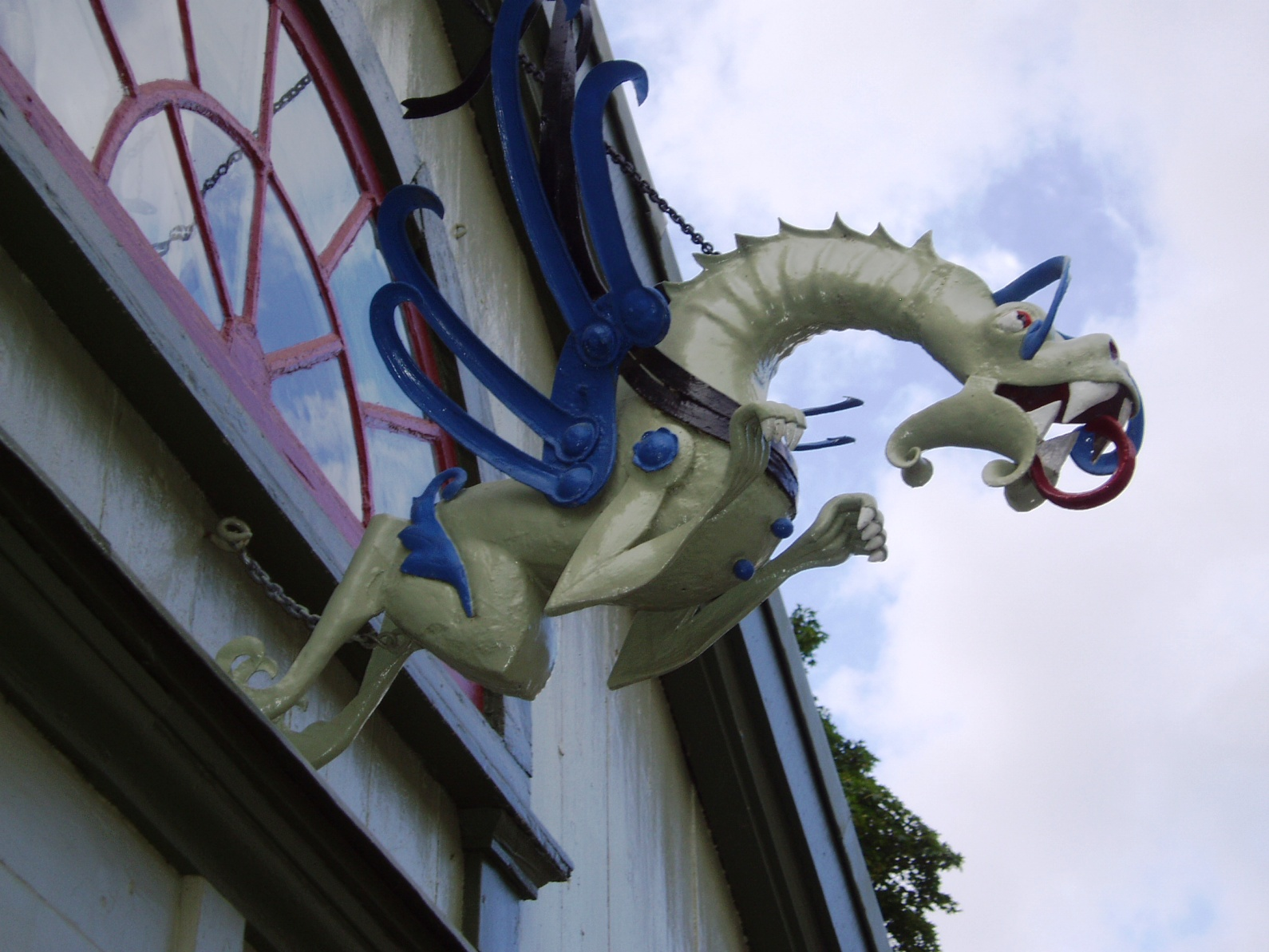
Draken ovanför porten är en kvarleva från Värdshuset Draken i mitten av 1900-talet.